# William Becknell
William Becknell, född 1787 eller 1788 i Virginia, död 1856 i Texas, var en transportör som etablerade Santa Fe Trail 1822.
Becknell lämnade Franklin, Missouri 1821 med en last handelsvaror på packmulor som var ämnade för Santa Fe. Där möttes han av ett varmt välkomnande och gjorde storartade affärer. Nästa år återvände Becknell med en handelsexpedition med kärror och vagnar och därmed öppnade han slutligen Santa Fe Trail för regelbunden trafik. 
Becknell blev fredsdomare och valdes som ledamot av Missouris lagstiftande församling. Han flyttade senare till Texas, där han deltog i självständighetsrörelsen mot Mexiko och misslyckades med att bli invald i Republiken Texas kongress.